# Росси, Диего
Диего Мартин Росси Марачльян (исп. Diego Martín Rossi Marachlian; род. 5 марта 1998, Монтевидео, Уругвай) — уругвайский футболист, нападающий клуба «Коламбус Крю» и сборной Уругвая.

## Клубная карьера
Росси — воспитанник клуба «Пеньяроль». За основной состав клуба он дебютировал 20 апреля 2016 года в матче Кубка Либертадорес против перуанского «Спортинг Кристал». 25 апреля в поединке против «Рентистас» Диего дебютировал в уругвайской Примере, заменив во втором тайме Диего Форлана. Спустя 10 минут Росси забил свой первый гол за «Пеньяроль». В своём дебютном сезоне Диего помог клубу выиграть чемпионат.
14 декабря 2017 года Росси перешёл в новообразованный клуб MLS «Лос-Анджелес», подписав контракт назначенного игрока. Сумма трансфера составила чуть менее $4 млн. 4 марта 2018 года он стал автором первого гола в истории «Лос-Анджелеса», благодаря которому клуб одержал победу в своём дебютном матче в лиге, обыграв «Сиэтл Саундерс» со счётом 1:0. 8 августа в матче Открытого кубка США против «Хьюстон Динамо» он оформил хет-трик. В феврале 2019 года Росси получил грин-карту и в MLS перестал считаться иностранным игроком. 18 июля 2020 года в дерби против «Лос-Анджелес Гэлакси» в рамках группового этапа Турнира MLS is Back он оформил покер.
1 сентября 2021 года Росси был взят в аренду клубом чемпионата Турции «Фенербахче» сроком на один год с правом выкупа. За «Фенербахче» он дебютировал 12 сентября в матче против «Сивасспора». 26 сентября в матче против «Хатайспора» он забил свой первый гол в Суперлиге. 15 апреля 2022 года «Фенербахче» объявил о выкупе Росси у «Лос-Анджелеса» согласно опции за €5 млн, и подписал с ним трёхлетний контракт, до конца мая 2025 года.
2 августа 2023 года Росси вернулся в MLS, подписав контракт с «Коламбус Крю» в качестве назначенного игрока до конца сезона 2026 с опцией продления на сезон 2027. Трансфер обошёлся в базовую сумму в размере $5,63 млн и бонус в размере $1 млн, а также включал в случае перепродажи игрока комиссию в размере 15 %. За «Коламбус» он дебютировал 20 августа в дерби Огайо против «Цинциннати», заменив во втором тайме Александру Мэцана. 26 августа в матче против «Торонто» он забил свой первый гол за «Крю».

## Международная карьера
В 2015 году Росси в составе юношеской сборной Уругвая принял участие в юношеском чемпионате Южной Америки в Парагвае. На турнире он сыграл в матчах против Боливии, Чили, Колумбии, Бразилии, Парагвая, а также дважды Эквадора и Аргентины. В поединках против чилийцев и колумбийцев Диего забил три гола.
В 2017 году Росси в составе молодёжной сборной Уругвая выиграл молодёжный чемпионат Южной Америки в Эквадоре. На турнире он сыграл в матчах против команд Боливии и дважды Венесуэлы.
За сборную Уругвая Росси дебютировал 29 марта 2022 года в матче квалификации чемпионата мира 2022 против сборной Чили. 11 июня в неофициальном товарищеском матче со сборной Панамы он забил свой первый гол за сборную Уругвая.

## Личные сведения
Росси имеет армянские корни со стороны матери. В 2018 году ему поступило предложение выступать за сборную Армении.
Младший брат Диего — Николас, также футболист.

## Статистика

### Клубная
| Выступление      | Выступление      | Выступление      | Лига | Лига | Кубок | Кубок | Континентальные кубки | Континентальные кубки | Другие | Другие | Итого | Итого |
| Клуб             | Лига             | Сезон            | Игры | Голы | Игры  | Голы  | Игры                  | Голы                  | Игры   | Голы   | Игры  | Голы  |
| ---------------- | ---------------- | ---------------- | ---- | ---- | ----- | ----- | --------------------- | --------------------- | ------ | ------ | ----- | ----- |
| Пеньяроль        | Примера Дивисьон | 2015/16          | 6    | 1    | —     | —     | 2                     | 0                     | 1      | 1      | 9     | 2     |
| Пеньяроль        | Примера Дивисьон | 2016             | 6    | 1    | —     | —     | —                     | —                     | —      | —      | 6     | 1     |
| Пеньяроль        | Примера Дивисьон | 2017             | 31   | 10   | —     | —     | 3                     | 0                     | 2      | 0      | 36    | 10    |
| Пеньяроль        | Итого            | Итого            | 43   | 12   | —     | —     | 5                     | 0                     | 3      | 1      | 51    | 13    |
| Лос-Анджелес     | MLS              | 2018             | 32   | 12   | 4     | 5     | —                     | —                     | 1      | 0      | 37    | 17    |
| Лос-Анджелес     | MLS              | 2019             | 34   | 16   | 3     | 1     | —                     | —                     | 2      | 1      | 39    | 18    |
| Лос-Анджелес     | MLS              | 2020             | 19   | 14   | —     | —     | 5                     | 2                     | 2      | 2      | 26    | 18    |
| Лос-Анджелес     | MLS              | 2021             | 19   | 6    | —     | —     | —                     | —                     | —      | —      | 19    | 6     |
| Лос-Анджелес     | Итого            | Итого            | 104  | 48   | 7     | 6     | 5                     | 2                     | 5      | 3      | 121   | 59    |
| Фенербахче       | Суперлига        | 2021/22          | 31   | 6    | 2     | 0     | 6                     | 0                     | —      | —      | 39    | 6     |
| Фенербахче       | Суперлига        | 2022/23          | 33   | 4    | 6     | 0     | 12                    | 0                     | —      | —      | 51    | 4     |
| Фенербахче       | Итого            | Итого            | 64   | 10   | 8     | 0     | 18                    | 0                     | —      | —      | 90    | 10    |
| Коламбус Крю     | MLS              | 2023             | 10   | 3    | —     | —     | —                     | —                     | 0      | 0      | 10    | 3     |
| Коламбус Крю     | Итого            | Итого            | 10   | 3    | —     | —     | —                     | —                     | 0      | 0      | 10    | 3     |
| Всего за карьеру | Всего за карьеру | Всего за карьеру | 221  | 73   | 15    | 6     | 28                    | 2                     | 8      | 4      | 272   | 85    |

## Достижения
Командные
«Пеньяроль»
- Чемпион Уругвая (2): 2015/16, 2017[36]

«Лос-Анджелес»
- Победитель регулярного чемпионата MLS: 2019

«Фенербахче»
- Обладатель Кубка Турции: 2022/23

«Коламбус Крю»
- Чемпион MLS (обладатель Кубка MLS): 2023

Уругвай (до 20)
- Чемпион Южной Америки среди молодёжных команд: 2017[36]

Личные
- Участник Матча всех звёзд MLS: 2019[37], 2021
- Лучший бомбардир Турнира MLS is Back (2020; 7 мячей)[38]
- Лучший молодой игрок Турнира MLS is Back (2020)[39]
- Член символической сборной Турнира MLS is Back (2020)[40]
- Лучший бомбардир MLS: 2020 (14 мячей)[41]
- Молодой игрок года в MLS: 2020[42]
- Член символической сборной MLS: 2020[43]
- Член символической сборной Лиги чемпионов КОНКАКАФ: 2020[44]